# Barbara Szeffer-Marcinkowska
Barbara Szeffer-Marcinkowska (pseud. Alba-Wera, ur. 25 kwietnia 1931 w Warszawie, zm. 23 grudnia 2023) – polska lekarka i poetka, prezes Unii Polskich Pisarzy Lekarzy w latach 1990–2002.

## Edukacja i praca zawodowa
Ukończyła stomatologię (1954), a następnie medycynę (1968) na Akademii Medycznej w Łodzi. W 1964 r. uzyskała doktorat, później zaś specjalizacje ze stomatologii ogólnej (1969), chirurgii stomatologicznej (1969) oraz chirurgii urazowo-ortopedycznej (1974). Pracowała w Łodzi (m.in. w Klinice Chirurgii Twarzowo-Szczękowej Wojskowej Akademii Medycznej), początkowo jako stomatolog, a następnie jako chirurg szczękowo-twarzowy oraz ortopeda. Była autorką prawie czterdziestu publikacji naukowych, w tym pracy doktorskiej z zakresu chirurgii stomatologicznej oraz pracy habilitacyjnej na temat krioterapii. W 1984 r. zdała kolokwium habilitacyjne przed Radą Wydziału Akademii Medycznej w Łodzi, jednak jej wniosek o nadanie tytułu doktora habilitowanego został odrzucony przez Centralną Komisję Kwalifikacyjną.

## Twórczość literacka
Debiutowała jako poetka w 1969 r. w tygodniku „Odgłosy”. Była autorką dziesięciu tomików poetyckich i prozatorskich, a także licznych publikacji w prasie i wydawnictwach zbiorowych. Obszar jej twórczości obejmował głównie poezję, prozę poetycką i eseistykę. 

### Pozycje książkowe (wybór)
- Gamy i posągi (1986)[5][8]

- Mój labirynt (1994)[9]

- Listy do szuflady [miniatury prozatorskie] (1994)[10]

- Taka mała proza (1994)[11]

- Zapomniane strofy i pieśni o kochaniu (1996)[12]

- Norwidowskie kartki (2002)[13]
- To (naprawdę) tylko słowa (nic więcej) (2005)[14]

## Działalność kulturalna
W latach 1950–1953 była korespondentką łódzkiej rozgłośni Polskiego Radia. Od 1969 r. należała do Unii Polskich Pisarzy Medyków (przemianowanej następnie na Unię Polskich Pisarzy Lekarzy – UPPL). W latach 1990–2002 pełniła tam funkcję prezesa Zarządu Głównego, a później wiceprezesa. Okres prezesury Barbary Szeffer-Marcinkowskiej przyniósł znaczny rozwój aktywności UPPL po okresie stagnacji przypadającym na czas stanu wojennego i schyłku PRL. Do jej zasług należy zainicjowanie działalności wydawniczej UPPL (m.in. almanachów UPPL „Spektrum” i „Zeszytów UPPL”), organizacja Ogólnopolskich Biesiad Literackich UPPL w Łodzi (corocznie od 2001 r.) oraz udział w utworzeniu i aktywności Kabaretu „Bąk” oraz Nieformalnej Grupy Poetyckiej działających przy Okręgowej Izbie Lekarskiej w Łodzi. W 2000 r. zorganizowała 44. Kongres Światowej Unii Pisarzy Lekarzy (UMEM) w Łodzi. Przez wiele lat współpracowała z czasopismem „Panaceum” jako redaktorka i autorka tekstów.

## Odznaczenia
- Złoty Krzyż Zasługi[3][7]
- Srebrna odznaka „Za zasługi dla Samorządu Lekarskiego” (2009)[3]
- Złota odznaka „Za zasługi dla Samorządu Lekarskiego” (2014)[3]